# 七澤公典
七澤公典（ななさわ きみのり、1948年- ）は、「与作」の作者、宗教家、評論家。

## 人物
群馬県生まれ。慶応義塾大学法学部卒業。ジャズギタリスト、ウエイター、セールスマン、サラリーマンなど幾多の職業を経験後、76年にジャズで売りだすため渡米するが失敗して帰国、「与作」を作詞・作曲してNHK「あなたのメロディー」に応募。78年、北島三郎の歌で売りだしヒットする。1983年、植松愛子、深見東州と出会い、師事する。ワールドメイトのスタッフとして多くの人々の相談にあたり、また、全国各地で講演会を開催したりなどの活動を行っている。別名・北山高望, 七沢耀, 七澤友一郎の名で著作を出している。

## 著書
- 『守護霊が導く神霊界 運が開ける救霊の秘法』北山高望 曙出版 1988
- 『絶対の開運術 守護霊入門の書』北山高望 コスモメイト編集部編 橘出版 1989
- 『時代が見える本 『与作』のヒットにみる宇宙の法則』七沢耀 橘出版 1994
- 『絶対の開運術 守護霊入門の書』七澤友一郎 たちばな出版 (タチバナでかもじ新書) 1997
- 『聴いて幸せになる本』七澤友一郎 たちばな出版 (タチバナでかもじ新書) 1997
- 『人生の波に乗る人乗れない人』七澤友一郎 たちばな出版 1999
- 『誰でもすばらしい運を持っている』七澤公典 たちばな出版 2005